# 变黑金雀儿
变黑金雀儿（学名：Lembotropis nigricans）为豆科黑金雀儿属下的唯一一个种。